# Cayo Aquilio Floro
Cayo o Gayo Aquilio Floro  fue un político y militar romano del siglo III a. C. perteneciente a la gens Aquilia.

## Carrera pública
Ocupó el consulado en el año 259 a. C. junto con Lucio Cornelio Escipión, durante el sexto año de la primera guerra púnica.
La provincia asignada a Floro fue Sicilia, donde observó los movimientos de Amílcar durante el otoño y el invierno, y permaneció en la isla como procónsul hasta finales del verano de 258 Fue empleado en ese año en el bloqueo de Mytistratum, una colina fortificada, que, después de una resistencia tenaz y severas pérdidas de los romanos, fue sometida por las legiones unidas de Floro y su sucesor en el consulado, Aulo Atilio Calatino. 
Floro obtuvo un triunfo sobre los cartagineses el 5 de octubre de 258 a. C.